# News24
News24 è un'emittente televisiva all-news albanese edita dal Focus Group di Irfan Hysenbelliu.

## Storia
L'emittente è stata fondata nel 2002 dal giornalista italiano Carlo Bollino per conto di Edisud, già attiva nel paese dal 1993 con la ripresa della pubblicazione del giornale Gazeta Shqiptare.
Nel 2011, insieme agli altri media albanesi controllati da Edisud Radio TV (Gazeta Shqiptare, l'emittente radiofonica Rash ed il sito web balkanweb.com), è stata venduta per 5,9 milioni di euro agli imprenditori Irfan Hysenbelliu ed Artan Santo.